# 须鲫
鬚鲫（学名：Carassioides acuminatus）为輻鰭魚綱鯉形目鲤科鬚鲫属的鱼类，俗名江鲫、黄鲫。在中国，分布于广东、广西、海南岛等。该物种的模式产地在广东。

## 形态
须鲫的体型瘦而高，腹部是圆弧状。它的头比较短，吻也短，而且呈圆形，嘴边有两根短小的胡须。它的眼睛比较大。尾宽而短。须鲫身体上的鳞大，侧线平直。腹部呈灰白色，北部则为灰黑色，鳃盖上有棕色的块。

## 生态
须鲫生活在河流水流小的地方，尤其喜欢在水草多的地方，它们是杂食动物，但主要以水草为食。
须鲫的产卵期在3至5月间。

## 应用
须鲫的体型比较小，但是被食用。